# 1734
Il 1734 (MDCCXXXIV in numeri romani) è un anno  del XVIII secolo.

## Eventi
- 22 febbraio - 30 giugno – Assedio di Danzica: Episodio della guerra di successione polacca, durante il quale l'esercito russo (che per la prima volta affrontava quello francese in guerra) conquistò la città di Danzica.
- 10 maggio – Carlo di Borbone entra a Napoli come nuovo re di Napoli.
- 25 maggio – Battaglia di Bitonto: Si affrontano l'esercito spagnolo, comandato dal generale Montemar, e quello imperiale austriaco, guidato dal Principe di Belmonte, nell'ambito della guerra di successione polacca; la vittoria degli spagnoli permise a Carlo di Borbone, re di Napoli di mantenere il Regno di Napoli conquistato due settimane prima.
- 25 maggio - 5 giugno – Battaglie di Colorno: Nell'ambito della guerra di successione polacca, si verificò una serie di scontri militari minori sul suolo italiano tra la colazione franco-piemontese e l'esercito austriaco del Sacro Romano Impero.
- Maggio - 18 giugno – Assedio di Philippsburg: Episodio della guerra di successione polacca, durante la quale l'esercito francese assediò la città di Philippsburg, nell'attuale Land del Baden-Württemberg, in Germania.
- 29 giugno – Battaglia di San Pietro: Nell'ambito della guerra di successione polacca, i franco-piemontesi sconfissero gli austriaci.
- 14 settembre – Battaglia di Quistello: Con un attacco notturno a sorpresa, gli austriaci guidati dal conte di Königsegg, sonfissero i franco-piemontesi.
- 19 settembre – Battaglia di Guastalla: A seguito della sconfitta subita a Quistello pochi giorni prima, i franco-piemontesi, riorganizzatisi a Guastalla, costrinsero le truppe austriache alla ritirata.

## Nati

### Gennaio
- 1º gennaio - Giovanni Pichler, incisore italiano († 1791)
- 11 gennaio - Achille Pierre Dionis du Séjour, matematico e astronomo francese († 1794)
- 13 gennaio - Luca Sorgo, compositore dalmata († 1789)
- 16 gennaio - John A. Treutlen, politico statunitense († 1782)
- 17 gennaio - François-Joseph Gossec, compositore e violinista francese († 1829)
- 17 gennaio - Vincenzo Petagna, botanico, medico e entomologo italiano († 1810)
- 18 gennaio - Caspar Friedrich Wolff, fisiologo tedesco († 1794)
- 20 gennaio - Charles Alexandre de Calonne, politico e economista francese († 1802)
- 20 gennaio - Robert Morris, politico statunitense († 1806)
- 23 gennaio - Wolfgang von Kempelen, inventore ungherese († 1804)
- 23 gennaio - François Rozier, botanico e agronomo francese († 1793)
- 26 gennaio - Andrea Benedetto Ganassoni, arcivescovo cattolico italiano († 1786)
- 27 gennaio - Francesco Colelli, pittore italiano († 1820)
- 28 gennaio - Giovanni Antinori, architetto italiano († 1792)
- 28 gennaio - Pasquale Antonio Basili, compositore italiano
- 31 gennaio - Joseph Anton von Auersperg, cardinale e vescovo cattolico austriaco († 1795)

### Febbraio
- 12 febbraio - Innocenzo Ansaldi, pittore, storico dell'arte e poeta italiano († 1816)
- 13 febbraio - Yves Joseph de Kerguelen-Trémarec, navigatore francese († 1797)
- 14 febbraio - Luigi Ercole Timoleone di Cossé-Brissac, militare e nobile francese († 1792)
- 15 febbraio - Domenico Grimaldi, economista, imprenditore e filosofo italiano († 1805)
- 18 febbraio - Jean-Marie Roland, politico e economista francese († 1793)
- 19 febbraio - Francisco Antonio Cebrián Valdá, cardinale spagnolo († 1820)
- 20 febbraio - Franz Beck, compositore tedesco († 1809)
- 28 febbraio - Ivan Afanas'evič Dmitrevsky, attore teatrale, traduttore e drammaturgo russo († 1821)
- 28 febbraio - Dorothea Storm-Kreps, pittrice e illustratrice olandese († 1772)

### Marzo
- 7 marzo - Mir Nizam Ali Khan Siddiqi Asaf Jah II, principe indiano († 1803)
- 9 marzo - Francisco Bayeu, pittore spagnolo († 1795)
- 11 marzo - Nikolaj Vasil'evič Repnin, politico e generale russo († 1801)
- 19 marzo - Vicente Antonio García de la Huerta, poeta e drammaturgo spagnolo († 1787)
- 24 marzo - Diana Spencer, nobile e artista britannica († 1808)
- 27 marzo - Francesco Pignatelli, marchese di Laino, generale e politico italiano († 1812)

### Aprile
- 1º aprile - Scipione Borghese, cardinale e arcivescovo cattolico italiano († 1782)
- 1º aprile - Cristoforo Dall'Acqua, incisore e disegnatore italiano († 1787)
- 10 aprile - Giuseppe Fedele Vitale, letterato, medico e presbitero italiano († 1789)
- 17 aprile - Taksin, militare siamese († 1782)
- 21 aprile - Antonio Sentmanat y Castellá, cardinale spagnolo († 1806)

### Maggio
- 2 maggio - Johann August Nösselt, teologo tedesco († 1807)
- 5 maggio - François-Jean de Chastellux, generale e storico francese († 1788)
- 13 maggio - Luca Nicola De Luca, vescovo cattolico italiano († 1826)
- 17 maggio - Yves-Alexandre de Marbeuf, arcivescovo cattolico francese († 1799)
- 20 maggio - Anton Janša, allevatore e pittore sloveno († 1773)
- 22 maggio - Carolina Felicita di Leiningen-Dagsburg, contessa tedesca († 1810)
- 23 maggio - Franz Anton Mesmer, medico tedesco († 1815)

### Giugno
- 14 giugno - Gaspard de Brunet, generale francese († 1793)
- 19 giugno - Alphonse du Congé Dubreuil, poeta, drammaturgo e librettista francese († 1801)
- 22 giugno - Nicola Pacifico, prete italiano († 1799)
- 28 giugno - Jean-Jacques Beauvarlet-Charpentier, compositore, organista e clavicembalista francese († 1794)

### Luglio
- 2 luglio - Giovanni Francesco Cigna, medico e chimico italiano († 1790)
- 3 luglio - Henry Herbert, X conte di Pembroke, nobile e generale inglese († 1794)
- 4 luglio - Jean-Henri Riesener, ebanista francese († 1806)
- 18 luglio - Sigismondo Antonio Manci, nobile e presbitero italiano († 1817)
- 18 luglio - Giuseppe Piermarini, architetto italiano († 1808)
- 25 luglio - Ueda Akinari, scrittore giapponese († 1809)
- 26 luglio - Cesare Orlandi, scrittore e storico italiano († 1779)
- 26 luglio - Franz Stephan Rautenstrauch, abate, presbitero e teologo austriaco († 1785)
- 27 luglio - Jakob Zupan, compositore sloveno († 1810)
- 27 luglio - Sofia di Borbone-Francia, principessa francese († 1782)

### Agosto
- 1º agosto - Michele Angelo Cianciulli, politico e nobile italiano († 1819)
- 7 agosto - Maria Anna Giuseppa di Baviera, principessa tedesca († 1776)
- 8 agosto - Federico Augusto di Anhalt-Zerbst, nobile tedesco († 1793)
- 13 agosto - Ernst Christoph Dressler, compositore e tenore tedesco († 1779)
- 14 agosto - Thomas Sumter, politico e generale statunitense († 1832)
- 17 agosto - Barbara Heck, religiosa irlandese († 1804)
- 17 agosto - Ciro Saverio Minervini, storico e religioso italiano († 1805)
- 17 agosto - Fra Felice da Sambuca, pittore e presbitero italiano († 1805)
- 22 agosto - Charles du Houx de Vioménil, generale francese († 1827)
- 24 agosto - Benjamin Church, chirurgo statunitense († 1778)
- 25 agosto - Sebastiano Canterzani, matematico e fisico italiano († 1818)
- 31 agosto - Gaetano Gandolfi, pittore italiano († 1802)

### Settembre
- 1º settembre - Luigi Francesco Giuseppe di Borbone-Conti, principe francese († 1814)
- 3 settembre - Joseph Wright of Derby, pittore inglese († 1797)
- 5 settembre - Jean-Benjamin de La Borde, compositore e storico francese († 1794)
- 13 settembre - Thomas Thynne, I marchese di Bath, politico inglese († 1796)
- 14 settembre - Henry d'Arles, pittore francese († 1784)
- 19 settembre - Giuseppe de Gemmis, giurista e magistrato italiano († 1812)
- 25 settembre - Louis-René-Édouard de Rohan-Guéménée, cardinale, vescovo cattolico e diplomatico francese († 1803)
- 30 settembre - Giovanni Bovara, presbitero e politico italiano († 1812)

### Ottobre
- 2 ottobre - Gabriel Anton Splény de Miháldy, generale austriaco († 1818)
- 3 ottobre - Carl von Imhoff, militare e pittore tedesco († 1788)
- 6 ottobre - Grigorij Grigor'evič Orlov, militare russo († 1783)
- 7 ottobre - Ralph Abercromby, generale inglese († 1801)
- 10 ottobre - Maria Teresa Cucchiari, educatrice italiana († 1801)
- 14 ottobre - Francis Lightfoot Lee, politico statunitense († 1797)
- 23 ottobre - Restif de la Bretonne, scrittore e giornalista francese († 1806)
- 24 ottobre - Anna Göldi,  svizzera († 1782)
- 30 ottobre - Augusta Elisabetta di Württemberg,  tedesca († 1787)
- 31 ottobre - Antoine Léonard Thomas, poeta e critico letterario francese († 1785)

### Novembre
- 2 novembre - Daniel Boone, esploratore statunitense († 1820)
- 9 novembre - Giuseppe Bertieri, arcivescovo cattolico italiano († 1804)
- 11 novembre - František Martin Pelcl, filologo ceco († 1801)
- 27 novembre - Giovanni Eulero, matematico e astronomo russo († 1800)
- 28 novembre - Vincenzo Miceli, teologo e presbitero italiano († 1781)

### Dicembre
- 1º dicembre - Adam Kazimierz Czartoryski, nobile, politico e scrittore polacco († 1823)
- 2 dicembre - Maurizio Garzoni, prete italiano († 1804)
- 4 dicembre - Francesco Paolo Nicola de Leon, medico, politico e storico italiano († 1809)
- 14 dicembre - Oluf Gerhard Tychsen, orientalista, numismatico e teologo tedesco († 1815)
- 16 dicembre - Colin Morison, mercante d'arte scozzese († 1809)
- 17 dicembre - Maria I del Portogallo, regina portoghese († 1816)
- 19 dicembre - John Spencer, I conte Spencer, politico britannico († 1783)
- 22 dicembre - Tommaso Conca, pittore italiano († 1822)
- 23 dicembre - Francisco Manuel do Nascimento, poeta portoghese († 1819)
- 26 dicembre - John Banister, avvocato statunitense († 1788)
- 31 dicembre - Claude Joseph Dorat, scrittore, poeta e drammaturgo francese († 1780)

### Senza giorno specificato
- Carlo Albacini, scultore e restauratore italiano († 1813)
- Johann Ernst Altenburg, compositore, organista e trombettista tedesco († 1801)
- John Barber, ingegnere inglese († 1801)
- Ermete Bonomi, letterato italiano († 1812)
- Nicolaas Laurens Burman, botanico olandese († 1793)
- Domenico Cagnoni, incisore italiano († 1797)
- François Daviet de Foncenex, matematico e militare italiano († 1798)
- Angelo Duca, brigante italiano († 1784)
- Pedro Fages, militare e esploratore spagnolo († 1794)
- Petronio Fancelli, pittore italiano († 1800)
- Francesco Antonio Franzoni, scultore e restauratore italiano († 1818)
- Charles Green, astronomo britannico († 1771)
- Liu Yiming, monaco taoista cinese († 1821)
- François-René Molé, attore teatrale francese († 1802)
- Vincenzo Panormo, liutaio italiano († 1813)
- Procopio di Costantinopoli, arcivescovo ortodosso greco
- Carlo Alfonso Maria Pellizzoni, poeta e religioso italiano († 1818)
- Peter Perez Burdett, cartografo e artista inglese († 1793)
- Joseph Pickford, architetto inglese († 1782)
- Andrea Pigonati, ingegnere italiano († 1790)
- Humphrey Primatt, pastore protestante e scrittore britannico († 1776)
- Gaetano Rappini, ingegnere italiano († 1796)
- George Romney, pittore inglese († 1802)
- Giuseppe Angelo Saluzzo di Monesiglio, generale e chimico italiano († 1810)
- Giuseppe Salvetti, ingegnere e architetto italiano († 1801)
- Luciano Xavier Santos, compositore portoghese († 1808)
- Tommaso Maria Sciacca, pittore italiano († 1795)
- Ignazio Spergher, compositore e organista italiano († 1808)
- Giovanni Stern, architetto italiano († 1794)
- Giles Stibbert, militare e politico britannico († 1809)
- Wilhelm Abraham Teller, teologo tedesco († 1804)
- Utagawa Toyohiro, pittore, incisore e calligrafo giapponese († 1825)
- Gioacchino Varlè, scultore italiano († 1806)
- William Wales, astronomo e matematico britannico († 1798)
- Antonio de Gimbernat, chirurgo e anatomista spagnolo († 1816)

## Morti

### Gennaio
- 4 gennaio - Ferdinando Bernualdo Filippo Orsini d'Aragona, principe italiano (n. 1685)
- 4 gennaio - Aleksander Paweł Sapieha, nobile e ufficiale polacco (n. 1672)
- 6 gennaio - Zacharias Konrad von Uffenbach, giurista tedesco (n. 1683)
- 11 gennaio - Heinrich Karl von Bibra, generale austriaco (n. 1666)
- 20 gennaio - Gavriil Ivanovič Golovkin, politico russo (n. 1660)
- 26 gennaio - Alessandro Falconieri, cardinale italiano (n. 1657)
- 26 gennaio - Alexander Hermann von Wartensleben, generale prussiano (n. 1650)

### Febbraio
- 1º febbraio - John Floyer, medico inglese (n. 1649)
- 7 febbraio - Cristiano Ulrico II di Württemberg-Wilhelminenort, generale prussiano (n. 1691)
- 9 febbraio - Diego de Astorga y Céspedes, cardinale e arcivescovo cattolico spagnolo (n. 1664)
- 10 febbraio - Jean Raoux, pittore e disegnatore francese (n. 1677)
- 14 febbraio - Rafael Bluteau, religioso e lessicografo francese (n. 1638)
- 19 febbraio - Michael Heinrich Gribner, giurista tedesco (n. 1682)
- 19 febbraio - Domenico Trezzini, architetto e urbanista svizzero (n. 1670)
- 24 febbraio - Lorenz Wetter, politico e mercante svizzero (n. 1654)
- 26 febbraio - Marianna Bulgarelli, soprano italiano (n. 1684)

### Marzo
- 2 marzo - Federico Guglielmo II di Nassau-Siegen, principe tedesco (n. 1706)
- 5 marzo - Giovan Giuseppe della Croce, religioso, santo e francescano italiano (n. 1654)
- 9 marzo - José de Azlor y Virto de Vera, militare e politico spagnolo
- 12 marzo - Antonius Schulting, giurista danese (n. 1659)
- 17 marzo - Juan de Acuña, generale spagnolo (n. 1658)
- 31 marzo - Robert Hunter, politico, militare e drammaturgo scozzese (n. 1666)

### Aprile
- 1º aprile - Louis Lully, compositore francese (n. 1664)
- 8 aprile - Enrichetta Carlotta di Nassau-Idstein, nobildonna tedesca (n. 1693)
- 18 aprile - Pierre François Biancolelli, attore teatrale, commediografo e ballerino italiano (n. 1680)
- 25 aprile - Johann Konrad Dippel, alchimista tedesco (n. 1673)
- 26 aprile - Jean-Baptiste Morvan de Bellegarde, presbitero, scrittore e traduttore francese (n. 1648)
- 29 aprile - Elisabetta Piccini, incisore e religiosa italiana (n. 1644)
- 30 aprile - Grzegorz Gerwazy Gorczycki, compositore polacco

### Maggio
- 1º maggio - Erasmo Gattola, monaco cristiano e archivista italiano (n. 1662)
- 14 maggio - Richard Cantillon, banchiere e economista irlandese (n. 1680)
- 15 maggio - Sebastiano Ricci, pittore italiano (n. 1659)
- 21 maggio - Filippina Elisabetta di Borbone-Orléans, nobile francese (n. 1714)
- 24 maggio - Georg Ernst Stahl, medico, fisico e chimico tedesco (n. 1659)

### Giugno
- 1º giugno - Léopold-Marc de Ligniville, generale francese (n. 1708)
- 3 giugno - Maria Cristina Felicita di Leiningen-Dachsburg-Falkenburg-Heidesheim, nobildonna tedesca (n. 1692)
- 12 giugno - James FitzJames, I duca di Berwick, generale inglese (n. 1670)
- 12 giugno - Giorgio Alberto della Frisia orientale, principe (n. 1690)
- 15 giugno - Giovanni Ceva, matematico italiano (n. 1647)
- 17 giugno - Claude Louis Hector de Villars, generale francese (n. 1653)
- 20 giugno - Michele Federico Althann, cardinale e vescovo cattolico tedesco (n. 1682)
- 22 giugno - Edmond Pourchot, filosofo francese (n. 1651)
- 29 giugno - Carlo Francesco Ercole Castelbarco, militare italiano (n. 1699)
- 29 giugno - Claudio Florimondo di Mercy, generale francese (n. 1666)

### Luglio
- 3 luglio - Carlo Borromeo Arese, nobile e politico italiano (n. 1657)
- 12 luglio - Domenico Lazzarini, umanista, filologo e presbitero italiano (n. 1668)
- 13 luglio - Ellis Wynne, presbitero e scrittore gallese (n. 1671)
- 24 luglio - Giuseppe Felice, pittore italiano (n. 1656)
- 25 luglio - Andrea Fantoni, scultore italiano (n. 1659)

### Agosto
- 4 agosto - Ilario Spolverini, pittore italiano (n. 1657)
- 13 agosto - Dionisio Dolfin, patriarca cattolico italiano (n. 1663)
- 14 agosto - Alessandro Aldobrandini, cardinale e arcivescovo cattolico italiano (n. 1667)
- 14 agosto - August Christoph von Wackerbarth, militare e politico tedesco (n. 1662)

### Settembre
- 3 settembre - Cristiano Ludovico di Brandeburgo-Schwedt, principe e militare (n. 1677)
- 5 settembre - Nicolas Bernier, compositore, clavicembalista e teorico della musica francese (n. 1644)
- 12 settembre - Joseph Le Moyne de Sérigny, militare francese (n. 1668)
- 17 settembre - Thomas Fuller, scrittore, medico e storico inglese (n. 1654)
- 19 settembre - Federico Luigi di Württemberg-Winnental, militare tedesco (n. 1690)
- 28 settembre - James Hamilton, VI conte di Abercorn, nobile scozzese (n. 1661)

### Ottobre
- 6 ottobre - Gottfried Reiche, trombettista e compositore tedesco (n. 1667)
- 12 ottobre - Simone Enrico Adolfo di Lippe-Detmold, conte tedesco (n. 1694)
- 30 ottobre - Carlo Buratti, architetto svizzero (n. 1651)

### Novembre
- 5 novembre - Peter Angelis, pittore francese (n. 1685)
- 10 novembre - Mariangela Virgili, religiosa italiana (n. 1661)
- 14 novembre - Marco Gradenigo, patriarca cattolico italiano (n. 1663)
- 14 novembre - Louise de Kérouaille, nobile (n. 1649)
- 21 novembre - Alexis Simon Belle, pittore francese (n. 1674)
- 24 novembre - Eugenio Giovanni Francesco di Savoia-Soissons, nobile (n. 1714)

### Dicembre
- 2 dicembre - Ivan Petrovič Kozyrevskij, esploratore russo (n. 1680)
- 5 dicembre - Francesco Pignatelli, cardinale e arcivescovo cattolico italiano (n. 1652)
- 6 dicembre - Abigail Masham, baronessa Masham, nobildonna inglese (n. 1670)
- 7 dicembre - James Figg, pugile inglese (n. 1695)
- 14 dicembre - Noël-Nicolas Coypel, pittore francese (n. 1690)
- 21 dicembre - Philipp Hyazint von Lobkowicz, nobile ceco (n. 1680)
- 28 dicembre - Rob Roy MacGregor, brigante scozzese (n. 1671)

### Senza giorno specificato
- Geremia III di Costantinopoli, arcivescovo ortodosso greco
- Luigi Antinori, tenore italiano
- Gaetano Berenstadt, cantante castrato italiano (n. 1687)
- Giacomo Bolognini, pittore italiano (n. 1664)
- Federico De Franchi Toso, doge italiano (n. 1642)
- Aleksej Grigor'evič Dolgorukov, politico russo
- Gabriele d'Este, nobile italiano (n. 1673)
- Servatius Hochecker, scultore tedesco (n. 1701)
- Giuliano Mozzani, architetto e scultore italiano
- Vicente Pérez de Araciel y Rada, nobile e politico spagnolo (n. 1657)
- Bonifacio Petrone, cantante e attore teatrale italiano (n. 1679)
- Matteo Ragonisi, pittore italiano (n. 1660)
- Gaetano Sabatini, disegnatore e pittore italiano (n. 1703)
- Antonio Stom, pittore italiano (n. 1688)
- Vincenzo Tuccari, pittore italiano (n. 1657)
- Joseph Vivien, pittore francese (n. 1657)

## Calendario
| Calendario 1734 | Calendario 1734 | Calendario 1734 | Calendario 1734 | Calendario 1734 | Calendario 1734 | Calendario 1734 | Calendario 1734 | Calendario 1734 | Calendario 1734 | Calendario 1734 | Calendario 1734 | Calendario 1734 | Calendario 1734 | Calendario 1734 | Calendario 1734 | Calendario 1734 | Calendario 1734 | Calendario 1734 | Calendario 1734 | Calendario 1734 | Calendario 1734 | Calendario 1734 | Calendario 1734 | Calendario 1734 | Calendario 1734 | Calendario 1734 | Calendario 1734 | Calendario 1734 | Calendario 1734 | Calendario 1734 | Calendario 1734 | Calendario 1734 |
| --------------- | --------------- | --------------- | --------------- | --------------- | --------------- | --------------- | --------------- | --------------- | --------------- | --------------- | --------------- | --------------- | --------------- | --------------- | --------------- | --------------- | --------------- | --------------- | --------------- | --------------- | --------------- | --------------- | --------------- | --------------- | --------------- | --------------- | --------------- | --------------- | --------------- | --------------- | --------------- | --------------- |
|                 | 1               | 2               | 3               | 4               | 5               | 6               | 7               | 8               | 9               | 10              | 11              | 12              | 13              | 14              | 15              | 16              | 17              | 18              | 19              | 20              | 21              | 22              | 23              | 24              | 25              | 26              | 27              | 28              | 29              | 30              | 31              |                 |
| Gennaio         | Ve              | Sa              | Do              | Lu              | Ma              | Me              | Gi              | Ve              | Sa              | Do              | Lu              | Ma              | Me              | Gi              | Ve              | Sa              | Do              | Lu              | Ma              | Me              | Gi              | Ve              | Sa              | Do              | Lu              | Ma              | Me              | Gi              | Ve              | Sa              | Do              |                 |
| Febbraio        | Lu              | Ma              | Me              | Gi              | Ve              | Sa              | Do              | Lu              | Ma              | Me              | Gi              | Ve              | Sa              | Do              | Lu              | Ma              | Me              | Gi              | Ve              | Sa              | Do              | Lu              | Ma              | Me              | Gi              | Ve              | Sa              | Do              |                 |                 |                 |                 |
| Marzo           | Lu              | Ma              | Me              | Gi              | Ve              | Sa              | Do              | Lu              | Ma              | Me              | Gi              | Ve              | Sa              | Do              | Lu              | Ma              | Me              | Gi              | Ve              | Sa              | Do              | Lu              | Ma              | Me              | Gi              | Ve              | Sa              | Do              | Lu              | Ma              | Me              |                 |
| Aprile          | Gi              | Ve              | Sa              | Do              | Lu              | Ma              | Me              | Gi              | Ve              | Sa              | Do              | Lu              | Ma              | Me              | Gi              | Ve              | Sa              | Do              | Lu              | Ma              | Me              | Gi              | Ve              | Sa              | Do              | Lu              | Ma              | Me              | Gi              | Ve              |                 |                 |
| Maggio          | Sa              | Do              | Lu              | Ma              | Me              | Gi              | Ve              | Sa              | Do              | Lu              | Ma              | Me              | Gi              | Ve              | Sa              | Do              | Lu              | Ma              | Me              | Gi              | Ve              | Sa              | Do              | Lu              | Ma              | Me              | Gi              | Ve              | Sa              | Do              | Lu              |                 |
| Giugno          | Ma              | Me              | Gi              | Ve              | Sa              | Do              | Lu              | Ma              | Me              | Gi              | Ve              | Sa              | Do              | Lu              | Ma              | Me              | Gi              | Ve              | Sa              | Do              | Lu              | Ma              | Me              | Gi              | Ve              | Sa              | Do              | Lu              | Ma              | Me              |                 |                 |
| Luglio          | Gi              | Ve              | Sa              | Do              | Lu              | Ma              | Me              | Gi              | Ve              | Sa              | Do              | Lu              | Ma              | Me              | Gi              | Ve              | Sa              | Do              | Lu              | Ma              | Me              | Gi              | Ve              | Sa              | Do              | Lu              | Ma              | Me              | Gi              | Ve              | Sa              |                 |
| Agosto          | Do              | Lu              | Ma              | Me              | Gi              | Ve              | Sa              | Do              | Lu              | Ma              | Me              | Gi              | Ve              | Sa              | Do              | Lu              | Ma              | Me              | Gi              | Ve              | Sa              | Do              | Lu              | Ma              | Me              | Gi              | Ve              | Sa              | Do              | Lu              | Ma              |                 |
| Settembre       | Me              | Gi              | Ve              | Sa              | Do              | Lu              | Ma              | Me              | Gi              | Ve              | Sa              | Do              | Lu              | Ma              | Me              | Gi              | Ve              | Sa              | Do              | Lu              | Ma              | Me              | Gi              | Ve              | Sa              | Do              | Lu              | Ma              | Me              | Gi              |                 |                 |
| Ottobre         | Ve              | Sa              | Do              | Lu              | Ma              | Me              | Gi              | Ve              | Sa              | Do              | Lu              | Ma              | Me              | Gi              | Ve              | Sa              | Do              | Lu              | Ma              | Me              | Gi              | Ve              | Sa              | Do              | Lu              | Ma              | Me              | Gi              | Ve              | Sa              | Do              |                 |
| Novembre        | Lu              | Ma              | Me              | Gi              | Ve              | Sa              | Do              | Lu              | Ma              | Me              | Gi              | Ve              | Sa              | Do              | Lu              | Ma              | Me              | Gi              | Ve              | Sa              | Do              | Lu              | Ma              | Me              | Gi              | Ve              | Sa              | Do              | Lu              | Ma              |                 |                 |
| Dicembre        | Me              | Gi              | Ve              | Sa              | Do              | Lu              | Ma              | Me              | Gi              | Ve              | Sa              | Do              | Lu              | Ma              | Me              | Gi              | Ve              | Sa              | Do              | Lu              | Ma              | Me              | Gi              | Ve              | Sa              | Do              | Lu              | Ma              | Me              | Gi              | Ve              |                 |